# Accident ferroviaire de Beaucourt-Hamel
L'accident ferroviaire de Beaucourt-Hamel a eu lieu le 25 juin 1921, dans le département de la Somme, sur la ligne Paris-Lille de la Compagnie du Nord. Il souleva l'émoi durant  quelques jours compte tenu de son bilan, mais après avoir été attribué à des causes naturelles, fut vite oublié dans l'ambiance fébrile des reconstructions suivant la guerre.

## Circonstances
Le samedi 25 juin, l'express 328 était parti de la gare de Lille pour Paris à 13 heures 40. Bien que précédé, comme tous les samedis, d'un train 312 bis le dédoublant, il était bondé, les passagers des huit wagons de troisième classe placée en queue allant jusqu'à s'entasser à plus de vingt par compartiment.
Aux environs de quinze heures, alors que le convoi vient de franchir la petite gare de Beaucourt - Hamel et aborde une forte courbe sur le remblai surplombant les marais de la rivière Ancre, ses quatre derniers wagons quittent les rails, labourant le ballast sur environ deux cents mètres. Au passage d'un pont, le fourgon de queue accroche les barres métalliques du parapet, et bascule en contrebas en se disloquant, entraînant dans sa chute la dernière voiture, qui tombe dans l'eau fangeuse, renversée sur le toit. L'avant dernière se couche sur le côté, en équilibre instable sur le flanc du talus, et celle qui la précède, bien que déraillée, reste d'aplomb sur la voie. Sous l'effet des secousses et des chocs successifs, deux ruptures d'attelage ont eu lieu,  l'une entre le fourgon et les trois wagons, et l'autre entre ceux-ci et la tête du train, qui s'arrête un peu plus loin sous l'effet du frein automatique.

## Secours et bilan
Le conducteur Bernard, bien que gravement blessé, a pu s'extraire des débris de son fourgon, et trouve la force d'aller couvrir le train en posant des pétards et en fermant le sémaphore à 2 km de là. Dans l'attente de l'arrivée des secours envoyés d'Arras et Amiens, les passagers et les cheminots du train et de la gare de Beaucourt-Hamel, auxquels se joignent les rares habitants de cette zone dévastée par la guerre, s'improvisent sauveteurs, alors que des convois continuent à passer sur la voie contigüe, non interceptée. Le plus grand nombre des victimes se trouve dans les débris de la dernière voiture, complètement disloquée. Vingt trois morts sont alignés sur l'accotement, où leurs corps resteront jusqu'en fin de soirée, avant d'être transportés à la morgue de l'hôpital d'Amiens. Les blessés, dont certains mortellement atteints, ne peuvent recevoir aucun soin faute de matériel de premier secours et de médecin. Une dizaine d'entre eux, moins atteints, sont embarqués avec les voyageurs indemnes dans la partie du train restée sur les rails, qui repart une heure après l'accident pour Paris où ils arriveront à 19 heures 15 et seront pansés à l'hôpital Lariboisière. Les autres doivent attendre de longues heures sur le remblai ou dans un abri de fortune leur évacuation par train de secours. Finalement, vingt deux seront dirigés vers l'hôpital d'Amiens et vingt et un vers celui d'Arras.
Les autorités administratives et judiciaires locales se rendent sur les lieux, suivies quelques heures plus tard par le ministre des travaux publics, Yves Le Trocquer . La circulation sur les deux voies sera rétablie à 3 heures 30 le lendemain matin
Après que plusieurs blessés eurent succombé les jours suivants, le bilan de l'accident s'établira à vingt neuf morts et plus de soixante dix blessés.

## Recherche des causes
Selon la procédure habituelle, trois enquêtes sont menées conjointement, l'une, judiciaire, par le Parquet de Péronne, la deuxième, administrative, par M. Ferdinand Maison, fonctionnaire du service du contrôle de l'exploitation technique des chemins de fer, et la troisième, privée, par les ingénieurs de la Compagnie du Nord. L'hypothèse d'un sabotage est fugacement évoquée, mais vite écartée, car dès les premières investigations, il apparaît certain que le déraillement est purement accidentel. En revanche, les conditions dans lesquelles il s'est produit demeureront floues, tant en ce qui concerne le véhicule à l'origine du déraillement, que les causes de sa sortie de voie. Au premier abord, l'accident semble résulter d'une malencontreuse conjonction de facteurs, dont la plupart sont imputés à des fautes de la Compagnie du Nord à la fois par les députés Jules Lobet et Georges Barthélemy lors d'une interpellation au gouvernement, et par les syndicats de cheminots. Toutefois, une seule cause, fortuite, sera déclarée déterminante au terme de l'enquête.
- La vitesse. Selon les investigations opérées et les témoignages recueillis, l'express, dont la vitesse commerciale sur le parcours Lille Paris est d'environ 70km/h, roule à 105 km/h au moment de l'accident[20]. Cette allure est autorisée par les règlements, et n'est donc pas fautive. Toutefois, elle semble excessive compte tenu de la composition du convoi et de l'état de la voie.

- La composition du convoi. Faute de matériel disponible après les destructions de la guerre, l'express était formé de manière hétéroclite, avec en tête des voitures de première et deuxième classe à bogies, mais en queue des wagons de troisième classe et un fourgon anciens, tous à deux essieux et caisse en bois, beaucoup moins lourds. Les véhicules attelés les uns aux autres formaient un ensemble solidaire pouvant tenir la voie dans une courbe accentuée telle celle du lieu de l'accident[21], mais le fourgon de queue, libre de toute attache par l'arrière, risquait d'autant plus de dériver et quitter les rails qu'il était peu chargé de bagages[22] et que ses bandages avaient probablement dépassé les normes d'usure[23].

- L'état de la voie. L'endroit du déraillement se situait dans une zone marécageuse traversée par l'Ancre, dont le sol mouvant avait déjà rendu difficile l'édification d'un remblai lors de la construction de la ligne. La guerre avait encore accru l'instabilité du terrain, d'abord inondé par les Allemands pour entraver la progression des Alliés, puis ravagé par les bombardements et tirs d'artillerie. La zone était d'ailleurs classée en rouge sur la carte des terrains dévastés établie après la fin des hostilités[24]. Il était donc plausible qu'après que la voie eut été totalement refaite et mise en service dix huit mois auparavant, un tassement du sol ait déstabilisé le remblai et provoqué le déraillement. Toutefois, la compagnie du Nord faisait observer d'abord qu'en cas de tassement, c'est la locomotive qui aurait dû dérailler la première lors de l'accident, ensuite que l'endroit avait été visité deux fois, à 11 heures par un agent chargé de resserrer les boulons des éclisses, puis vers 14 heures par le chef de district en tournée d'inspection, qui n'avaient rien observé d'anormal[25], et enfin que le train  dédoublant tous les samedis le Tourcoing-Paris était passé sans problème dix minutes avant. Se rangeant à ces arguments, les enquêteurs excluront un affaissement du remblai, en retenant comme cause unique du déraillement des conditions météorologiques. Dans leur rapport rendu le 7 juillet 1921, l'accident est en effet attribué à la chaleur particulièrement intense ce jour-là, à l'origine d'une dilatation des rails excédant l'intervalle laissé à leur jointure, et provoquant une déformation de la voie appelée «gondolage»[26].

Ce phénomène étant à l'époque considéré comme relevant de la force majeure, l'enquête judiciaire sera close par un non-lieu, mais selon sa démarche habituelle dans ce type de cas, le ministère des travaux publics invitera à nouveau, par des décisions du 11 juillet 1921 et 16 décembre 1921, les réseaux à prendre les mesures de prévention nécessaires pour en pallier les effets.